# Golovinó (Sakhalín)
|  | Per a altres significats, vegeu «Golovinó». |

Golovninó (en rus: Головнино) és un poble de l'óblast de Sakhalín, a l'Extrem Orient de Rússia, que en el cens del 2010 tenia 102 habitants.